# Walthamstow (musikalbum)
Walthamstow är den brittiska gruppen East 17s debutalbum och släpptes 1993. Albumet är uppkallat efter Londonförorten Walthamstow. Albumet låg etta på den brittiska albumlistan under en vecka 1993.

## Låtlista
1. House of Love
2. Deep
3. Gold
4. Love is More Than a Feeling
5. I Disagree
6. Gotta Do Something
7. Slow It Down
8. I Want It
9. It's Alright
10. Feel What U Can't C
11. West End Girls